# Amador París
Amador París (Quimper, França, 1798 - París, 1866) fou un músic francès.
Als vint-i-cinc anys acabà la carrera d'advocat, però tractà preferentment la taquigrafia, fins que havent fet amistat amb Pierre Galin, es convertí en un dels més fervorosos adeptes del seu nou sistema de notació musical, i des del 1828 viatjà per França i l'estranger per a propagar aquell sistema, unint-se després amb el seu cunyat Emile Chevé.
Ja sol, ja en col·laboració amb aquell, publicà un gran nombre d'escrits, i fou, en suma, un dels principals impulsors del sistema Galin-París-Chevé, que tingué força popularitat en vida dels seus autors, però que avui tan sols es mereix consignar com un record.